# Rudolf Christian Böttger
Rudolf Christian Böttger, född 28 april 1806 i Aschersleben, död 29 april 1881 i Frankfurt am Main, var en tysk kemist.
Böttger var från 1835 lärare vid fysikaliska föreningen i Frankfurt am Main. Han uppfann 1846 bomullskrut och kollodium, oberoende av Christian Friedrich Schönbein, med vilken han senare samarbetade för uppfinningens praktiska uppnyttjande. År 1848 uppfann Bötger säkerhetständstickan, dock fyra år efter svensken Gustaf Erik Pasch. Böttger gjorde även men mängd andra industriellt värdefulla upptäckter, såsom försilvring och platinering av glas samt förnickling av lättoxiderade metaller och nya sätt att framställa bland annat tallium, cesium och indium.